# Bailleul-Sir-Berthoult
Bailleul-Sir-Berthoult là một xã ở tỉnh Pas-de-Calais trong vùng Hauts-de-France.

## Dân số
| 1962                                                | 1968 | 1975 | 1982 | 1990 | 1999 | 2005 |
| --------------------------------------------------- | ---- | ---- | ---- | ---- | ---- | ---- |
| 917                                                 | 941  | 984  | 1028 | 1077 | 1148 | 1249 |
| Số liệu điều tra từ năm 1962, dân số chỉ tính 1 lần |      |      |      |      |      |      |